# Aleksandar Ivović
Aleksandar Ivović (in montenegrino Александар Ивовић; Herceg Novi, 24 febbraio 1986) è un pallanuotista montenegrino con cittadinanza italiana, difensore dello Jadran Herceg Novi, vincitore di una medaglia d'argento ai mondiali di Barcellona del 2013 e di una medaglia d'oro agli europei di Malaga del 2008.

## Carriera
Centrovasca di notevoli capacità fisiche, trova spesso la conclusione in porta soprattutto dopo i contatti, creandosi spazio con il corpo e concludendo anche dai 7-8 metri. È considerato uno dei giocatori più completi del panorama pallanuotistico mondiale. 
Prelevato dalla Pro Recco nel 2010, gioca due stagioni di altissimo livello che consacrano la squadra nell'élite della pallanuoto europea, grazie a molti trofei tra i quali due scudetti e una Eurolega. È stato inoltre capocannoniere del campionato italiano nella stagione 2010-2011. Nel 2012, anno nel quale Gabriele Volpi presidente della squadra, lascia il suo incarico, a causa di una mancanza di fondi, Ivović lascia Genova e firma un contratto con lo Jug Dubrovnik. Nel 2013 però Volpi riprende le quote della squadra e Ivović sceglie così di ritornare a Recco firmando un contratto biennale. Nel corso della stagione 2014–2015 viene escluso dalla rosa della Pro Recco per il campionato nazionale dal tecnico Milanović, che inserisce al suo posto Pijetlović. Questa scelta, mai chiarita definitivamente dall'allenatore, è spiegabile con una norma che impedisce alle squadre italiane di far giocare più di due stranieri in campionato. Inizialmente proprio Ivović, insieme a Prlainović era stato scelto, ma Milanović ha scelto di rinunciare al centrovasca montenegrino per avere con Duško Pijetlović maggiore peso e pericolosità sui due metri. Nonostante ciò resta anche negli anni successivi con la calottina della squadra ligura, con la quale conquista undici campionati italiani, dieci Coppe Italia, cinque Champions League, quattro Supercoppe LEN e una Lega Adriatica. Nel 2024 torna allo Jadran, squadra nella quale aveva iniziato la carriera.
Dal 2017 partecipa con diverse squadre al campionato estivo a Malta.

## Palmarès

### Club

#### Trofei nazionali
- Campionato serbo-montenegrino: 4

Jadran Herceg Novi: 2003, 2004, 2005, 2006
- Coppa di Serbia e Montenegro: 3

Jadran Herceg Novi: 2004, 2005, 2006
- Coppa del Montenegro: 2

Jadran Herceg Novi: 2007, 2008
- Campionato montenegrino: 3

Jadran Herceg Novi: 2009, 2010, 2025
- Campionato croato: 1

Jug Dubrovnik: 2012-13
- Campionato italiano: 11

Pro Recco: 2010-11, 2011-12, 2013-14, 2014-15, 2015-16, 2016-17, 2017-18, 2018-19, 2021-22, 2022-23, 2023-24
- Coppe Italia: 10

Pro Recco: 2010-11, 2013-14, 2014-15, 2015-16, 2016-17, 2017-18, 2018-19, 2020-21, 2021-22, 2022-23

#### Trofei internazionali
- LEN Champions League: 5

Pro Recco: 2011-12, 2014-15, 2020-21, 2021-22, 2022-23
- Lega Adriatica: 2

Jadran Herceg Novi: 2008-09
Pro Recco: 2011-2012
- Supercoppa LEN: 4

Pro Recco: 2015, 2021, 2022, 2023

### Nazionale
- Mondiali

Barcellona 2013: 
- Europei

Malaga 2008: 
Eindhoven 2012: 
Belgrado 2016: 
Budapest 2020: 
- World League

Belgrado 2005: 
Podgorica 2009: 
Niš 2010: 
Čeljabinsk 2013: 
Dubai 2014: 
Budapest 2018: 
Tbilisi 2020: 
- Giochi del Mediterraneo

Almeria 2005: 
Tarragona 2018: 
- Universiadi

Smirne 2005: 